# Майк Крюгер
Майкъл Дъглас Хенри Крюгер, по-известен като Майк Крюгер, е бас китарист на канадската рок група Nickelback.

## Биография
Майк Крюгер е роден на 25 юни 1972 г. в Хана, Алберта, Канада. Той е по-стария полубрат на Чад Крюгер, вокалиста на Nickelback.
Когато е на концерт и в песните на групата Майк използва 5 контрабаса. Използва също Spector и Lakland електрически бас-китари.
Свирил е в хевиметъл банда, заедно с Райън Пийк, преди да се присъедини към Nickelback.
Майк Крюгер живее във Ванкувър. Женен е за Анжела Крюгер и има син и дъщеря.

## Дискография с Nickelback
- Hesher (1996)
- Curb (1996)
- The State (2000)
- Silver Side Up (2001)
- The Long Road (2003)
- All the Right Reasons (2005)
- Dark Horse (2008)